# Билгарсько-Сливово
Би́лгарсько-Сли́вово (болг. Българско Сливово) — село у Великотирновській області Болгарії. Входить до складу общини Свиштов.

## Населення
За даними перепису населення 2011 року у селі проживали 1342 особи, з них 1265 осіб (99,9%) — болгари.
Розподіл населення за віком у 2011 році:
Динаміка населення: